# World Elite
Palmarès
IWGP Tag Team Championship (1 fois) –  Magnus et Williams
TNA Global Championship (2 fois) –  Young (1) et Terry (1)
TNA World Tag Team Championship (1 fois) –  Magnus et Williams
TNA X Division Championship (2 fois) – Williams
La World Elite était un clan de catcheurs heel étrangers créé par le canadien Eric Young qui regroupe également les britanniques Brutus Magnus, Rob Terry et Doug Williams, le portoricain Homicide, et le japonais Kyoshi.

## Formation (2009)
Début avril 2009, Kiyoshi et ses compatriotes de No Limit (Naito et Yujiro) se sont alliés à Sheik Abdul Bashir un américain d'origine iranienne pour former une clan anti-américain. No Limit a ensuite quitté la fédération pour aller au Mexique au Consejo Mundial de Lucha Libre et en mai un nouveau clan composé de catcheurs britanniques, The British Invasion (Brutus Magnus, Doug Williams et Rob Terry) s'est formé et a attaqué la Team 3D (Brother Ray et Brother Devon) avec l'aide d'Abdu Bashir et Kiyoshi,.

## Palmarès
- New Japan Pro Wrestling
  - 1 fois IWGP Tag Team Champions - Brutus Magnus et Doug Williams

- Total Nonstop Action Wrestling
  - 1 fois TNA World Tag Team Champions - Brutus Magnus et Doug Williams
  - 2 fois TNA Global Champion - Eric Young (1) et Rob Terry (1)
  - 2 fois X Division Champion - Homicide (1) et Doug Williams (1)
  - Feast or Fired (2009 – X Division Championship contrat) - Terry
  - Feast or Fired (2009 – World Tag Team Championship contrat) - Nash
  - Feast or Fired (2009 – Pink Slip) - Bashir